# Sizenbach

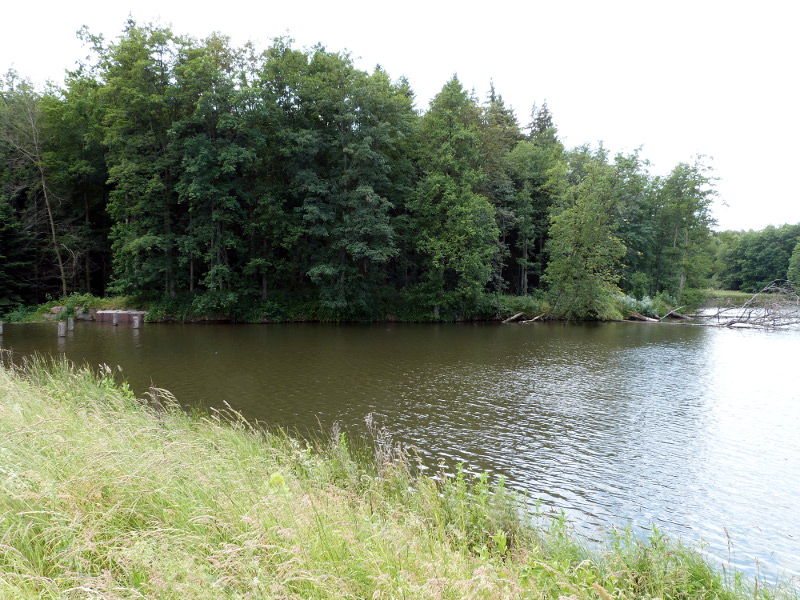
Sägweiher

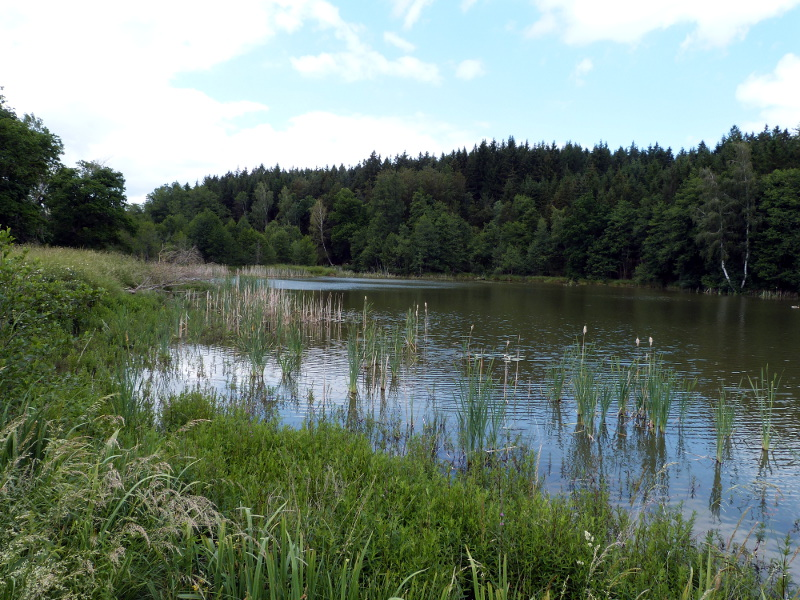
Espachweiher

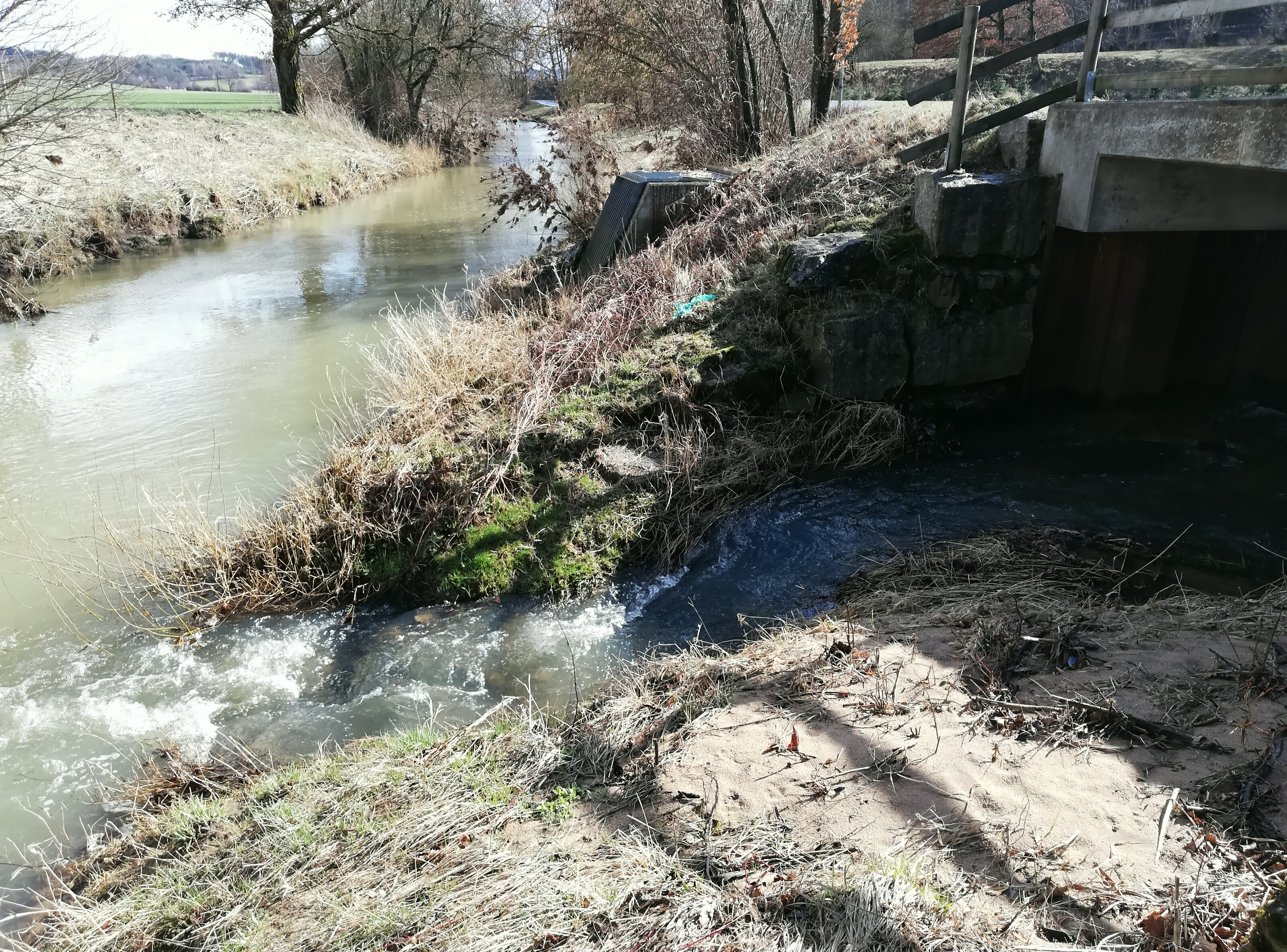
Mündung

Der Sizenbach ist ein etwa 9 km langer Waldbach in den Ellwanger Bergen, der beim Ortsteil Schleifhäusle der Stadt Ellwangen im Ostalbkreis im nordöstlichen Baden-Württemberg von Westen in die obere Jagst mündet. Sein Oberlauf heißt Frankenbach, früher und vielleicht heute noch auch Espach.

## Geographie

### Verlauf
Der Oberlauf Frankenbach/Espach des Sizenbachs entsteht am Ostabhang der höchsten Erhebung Schönberg (569,2 m ü. NHN) der Ellwanger Berge in einem großen zusammenhängenden Waldgebiet. Er entspringt auf etwa 510 m ü. NHN wenig westlich des Abschnitts der K 3234 zwischen dem Rosenberger Ortsteil Hinterbrand und ihrer Kreuzung mit der L 1033, läuft unter der Kreisstraße durch und wendet sich dann nach Südosten. Er durchfließt bald auf 490 m ü. NHN einen ersten, 0,6 ha großen Stausee, vor dessen Damm ihn dann die genannte Landesstraße quert. Weiterhin im dichten Wald laufend, münden in ihn bis etwa 3,5 km unterhalb seiner Quelle einige kleine Nebenbäche von unter einem Kilometer Länge vor allem von rechts.
Dann fließt ihm von rechts auf etwa 457,7 m ü. NHN, eben noch im geschlossenen Wald, der erste seiner beiden längsten Nebenflüsse zu, der 1,8 km lange Leinenfirster Bach, auch Wertbach genannt. Dieser entsteht aus einigen Quellen am oben offenen Ostabfall der freien Schwarzjurahochfläche um den Weiler Leinenfirst der Gemeinde Neuler und nimmt einige Seitenbäche auf. Gleich danach öffnet sich die Talflur zu einem anfangs nur etwa 50 Meter breiten Wiesenstreifen, durch den der Bach in leichten Mäandern zieht. Weniger als einen Kilometer weiter talab fließt er dann auf 452 m ü. NHN in den 3,6 ha großen Sägweiher ein, der zwischen seinen beiden Waldufern nun schon fast 150 Meter breit ist. In ihn mündet der zweite rechte große Zufluss Reutegraben, der bei fast gleicher Länge in ähnlicher Lage wie der vorige am oberen Hang entsteht. Seine Quelläste speisen am unteren Hang gemeinsam den 2,5 ha großen Waldsee Grießweiher, ehe der vereinte Nebenbach durch die hier seitlich ausbuchtende Talflur des Frankenbachs in den Sägweiher mündet.
Weniger als einen halben Kilometer unterhalb des Sägweihers fließt der Bach auf 448 m ü. NHN in den 3,5 ha großen Espachweiher ein, in dem wiederum ein diesmal kürzerer Nebenbach vom rechten Hang zuläuft, der erstmals ganz durch offene Flur läuft, denn der rechte Talhang ist hier bis hoch nach Neuler auf der Hochebene waldfrei. Am Staudamm, über den die K 3333 von Ellwangen nach Neuler läuft, und am unteren rechten Hang liegt der Ellwanger Ortsteil Espachweiler, der erste Siedlungsplatz am Bach. Die geschlossene Besiedlung zieht sich noch weit hangaufwärts im Neuler Wohnplatz Adlersteige neben dem Straßenanstieg. Der Espachweiher ist im Sommer ein beliebter Ausflugsort für Ellwanger Wanderer, Schwimmer und Bootsfahrer, ein Seegasthof und Hotel am Damm bietet Beköstigung und Unterkunft.
Am Auslauf aus dem Espachweiher beginnt der Unterlauf Sizenbach, der nun in mäßigem Geschlängel östlich durch einen kaum 100 Meter breiten Wiesenstreifen zwischen Hangwäldern beiderseits läuft und dabei auch den Platz der abgegangenen Glasurmühle passiert. Dann wendet er sich unterhalb des modernistisch anmutenden Gebäudes einer Missionsgesellschaft auf einer rechten Hangkuppe mehr und mehr nach Nordosten, streift rechts den Ellwanger Weiler Schleifhäusle und erreicht dahinter den linken Rand der Jagsttalaue. Hier unterquert er noch die Bahnlinie von Aalen-Goldshöfe nach Crailsheim und mündet dann gleich auf 432 m ü. NHN von links und gegenüber der Ellwanger Reinhardt-Kaserne auf dem fernen rechten Jagsttalhang in die obere Jagst.

### Einzugsgebiet
Der Sizenbach entwässert etwa 13,0 km² der Ellwanger Berge in ostsüdöstlicher Richtung zur Jagst. Das Einzugsgebiet hat ungefähr die Gestalt einer nach Nordosten offenen Sichel, deren Schneide, höchstens 800 Meter vom Lauf entfernt, links über die isolierte, kleine und längliche Schwarzjura-Hochfläche um Hinter- und Vorderlengenberg läuft, während der Sichelrücken im Abstand bis zu 1800 Metern rechts vom Bach auf der hier viel weiteren Hochfläche dem Straßenzug aus K 3234 („Hochstraße“) und L 1075 von Leinenfirst über Neuler nach Schwenningen folgt. Entsprechend liegen weniger als 30 % des Einzugsgebietes links des Baches und die meisten und größten Zuflüsse erreichen ihn von rechts.
Jenseits der Wasserscheide konkurriert an der Nordostseite des Einzugsgebietes auf fast ganzer Länge der Jagstzufluss Rotenbach mit seinen rechten Zuflüssen vom Klapperschenkelbach bis hinunter zum Entenbach, im Süden der über den Ahlbach zum Rainauer Stausee im Jagstlauf entwässernde Strütbach. Im Südwesten läuft der Schlierbach nach Niederalfingen, im Westen die viel längere Blinde Rot nach Abtsgmünd zum Kocher.
Der Wald bedeckt mit etwa 7,5 km² über die Hälfte des Einzugsgebietes, er füllt fast die ganze Talmulde, ausgenommen Teile des rechten oberen Hangs, den Lichtungsstreifen von Espachweiler hinauf bis Neuler und den nirgends sehr breiten Auenstreifen am Bach. Die größten freien Flurflächen im Einzugsgebiet liegen jedoch vor allem auf der rechten Schwarzjura-Hochfläche.
Mit kleinen Schwankungen, etwa beim zu Ellwangen rechnenden Espachweiler rechts des Sizenbaches, markiert der Bachlauf die Grenze zwischen Neuler im Südwesten mit dem deutlich größeren Flächenanteil und Ellwangen im Nordosten. Ein Zwickel von nur etwa 12 Hektar Schimmelwald im Norden im Bereich des ersten Stauteichs gehört auch zur Gemeinde Rosenberg.

### Zuflüsse und Stillgewässer
Hierarchische Liste der Zuflüsse und  Seen, jeweils unter dem Vorfluter eingerückt und von der Quelle zur Mündung. Gewässerlängen, Einzugsgebietsgröße, Seeflächen, Höhenangaben in der Regel nach den Gewässer- und Hintergrundlayern auf dem Kartendiensten der LUBW. Andere Quellen für die Angaben sind vermerkt.
Ursprung des Oberlaufs Frankenbach auf etwa 510 m ü. NHN am Ostabhang des Schönbergs, etwa 200 m westlich der Straße von Hinterbrand zur Kreuzung mit der L 1073 Ellwangen–Adelmannsfelden. Nach zunächst einem Viertelkilometer Ostlauf schwenkt der Bach auf seinen langen Südostlauf.
- Durchläuft einen Stausee auf rund 490 m ü. NHN an der L 1073, 0,6 ha.
  - (Teichabfluss), von rechts in den See, ca. 0,3 km.
    - Teich von 0,2 ha auf etwa 500 m ü. NHN in der Wiese nordwestlich der Straßenkreuzung
- (Zulauf aus Richtung eines Baumgartens bei der L 1073), von rechts auf etwa 485 m ü. NHN, ca. 0,4 km. Quellen auf etwa 500 m ü. NHN
- (Zulauf von nördlich des Gewanns Hasen), von rechts an einer Waldwegbrücke auf etwa 480 m ü. NHN, ca. 0,4 km. Quelle auf etwa 495 m ü. NHN
- (Zulauf aus der Bärenklinge aus einem Teich), von links an der nächsten Waldwegquerung auf über 475 m ü. NHN, ca. 0,3 km.
  -  Kleinteich in der Bärenklinge auf etwa 485 m ü. NHN, unter 0,1 ha.
- (Zulauf aus dem Spatzenloch), von rechts an Waldwegquerung auf etwa 473 m ü. NHN, 0,716 km. Quelle auf etwa 505 m ü. NHN.
  -  Teich im Mittellauf auf etwa 485 m ü. NHN, 0,1 ha.
- (Zulauf aus dem Schlipfenwald), von rechts auf unter 470 m ü. NHN an einem Waldwegdreieck, ca. 0,8 km. Quelle nahe dem oberen Waldrand auf etwa 505 m ü. NHN.
  -  Kleinteich im Mittellauf auf etwa 485 m ü. NHN, unter 0,1 ha.
- (Zulauf aus dem Kommunholz), von links auf etwa 460 m ü. NHN, ca. 0,4 km. Quelle am Waldhang westlich von Hinterlengenberg auf etwa 505 m ü. NHN.
- Hirtenfeldbach, von links nach der ersten Lichtung am Ufer auf unter 460 m ü. NHN, ca. 0,6 km. Quelle am Waldhang südlich von Hinterlengenberg auf etwa 500 m ü. NHN.
- Wertbach, teilweise auch Leinenfirster Bach, von rechts auf 457,7 m ü. NHN, 2,0 km. Entsteht am obersten Flurhang Wert am Ostrand Leinenfirst auf etwa 525 m ü. NHN.
  -  Speist drei Teiche noch in der Flur zwischen 490 und 480 m ü. NHN, zusammen 0,3 ha.
  - Reesengraben, von links auf etwa 465 m ü. NHN, 0,7 km. Quelle in einem Wäldchen bei der Leinenfirster Kläranlage auf etwa 510 m ü. NHN.
  - (Zulauf), von links an der Südostspitze des Waldgewanns Ottenbühl, ca. 0,8 km. Quelle im Gehrn auf etwa 510 m ü. NHN.
  - (Bach durch die Besemerhalde), von rechts auf etwa 460 m ü. NHN, ca. 0,9 km. Quelle im westlichen Grießholz auf etwa 495 m ü. NHN.
Bald nach diesem Zufluss  läuft der Bach in schmaler Wiesenaue in Kleinmäandern.
- Durchläuft den Sägweiher auf 451,9 m ü. NHN, 3,6 ha.
- Reutegraben, von rechts im Sägweiher, 1,8 km. Quelle am offenen oberen Hang der Reute auf etwa 490 m ü. NHN.
  - (Unbeständiger längerer linker Quellast), von rechts auf unter 475 m ü. NHN, ca. 0,6 km. Quelle an der Hangschulter auf etwa 525 m ü. NHN.
    -  Entwässert zwei Teiche auf etwa 495 m ü. NHN und 480 m ü. NHN, 0,1 ha und 0,2 ha.

  -  Durchfließt den Grießweiher, auf 463,7 m ü. NHN, 2,5 ha.
  - Bergwiesengraben, rechter Zulauf im Grießweiher, 0,8 km.  Quelle auf über 500 m ü. NHN nahe der K 3234. Gesamter Lauf in der Flur.
- Durchläuft den Espachweiher auf 447,9 m ü. NHN, 3,6 ha.
Abwärts heißt der Bach nun Sizenbach.
- Espengraben, von rechts in den Espachweiher, 1,4 km. Quelle ist der Hagenbrunnen auf etwa 510 m ü. NHN neben der Steigenstraße nach Neuler. Gesamter Lauf in der Flur.
- → (Zweiter Ablauf aus dem Espachweiher), rechts des Sizenbach-Ablaufs.
  - Hülbach, von rechts in den rechten Seeablauf, 0,9 km. Quelle am oberen Waldrand auf etwa 505 m ü. NHN. Unbeständig.
- ← (Rücklauf des zweiten Seeablaufs in den Sizenbach), von rechts an der Kläranlage von Espachweiler auf unter 445 m ü. NHN, 0,6 km.
  - Fornsbach, von rechts in den rechten Graben, 0,7 km. Quelle im Wiesenhang Brühl nördlich von Rainau-Schwenningen auf etwa 470 m ü. NHN.
    -  Durchläuft drei Kleinteiche gleich nach der Quelle, zusammen 0,1 ha.

  - (Zulauf), von rechts in den rechten Graben im Bereich einer der zwei mäanderlaufkongruenter Abschnitte, 0,6 km. Quelle am oberen Waldrand des Hangwalds Salchen auf etwa 465 m ü. NHN.
  -  Teich rechts dicht am Lauf weniger als 200 Meter vor dem Ortsrand von Schleifhäusle, 0,2 ha. Wird von einem weniger als 0,2 km langen Graben der rechten Aue gespeist.

Mündung des Sizenbachs kurz nach Passieren von Ellwangen-Schleifhäusle von links und zuletzt Südwesten auf 432 m ü. NHN in die obere Jagst.

### Gemeinden und Ortschaften
am Lauf mit ihren Zugehörigkeiten. Nur die Namen tiefster Schachtelungsstufe bezeichnen Siedlungsanrainer.
- Ostalbkreis
  - Gemeinde Neuler
    - (überwiegend rechts, siedlungsfrei)

  - Gemeinde Rosenberg
    - (links, nur kurz und siedlungsfrei am Schimmelwald)

  - Gemeinde Neuler
    - (unbesiedelt, außer ganz zu Anfang nur rechts)

  - Stadt Ellwangen
    - (außer bei Espachweiler nur links)
    - Espachweiler (Weiler, rechts; der hangwärts anschließende Wohnplatz Adlersteige gehört schon zu Neuler)
    - Glasurmühle (Wüstung, links)
    - Schleifhäusle (Weiler, links)

## Geologie
Die Läufe von Frankenbach und Sizenbach liegen zur Gänze im oberen Mittelkeuper, die quellenreichen und steilen oberen Ansteige zu den begleitenden Hochflächen links und vor allem rechts im Oberkeuper. Die Hochflächen selbst gehören schon dem Schwarzjura an, von dem auch die kleine Kappe des Zeugenberges Schönberg über der Frankenbach-Quelle bedeckt ist. Stufenbildend für die Hochfläche ist eine sehr erosionsresistente Sandsteinlage.

## Landschaft und Umwelt
Der größte Teil des Einzugsgebietes gehört naturräumlich der Haupteinheit 108 an, Schwäbisch-Fränkische Waldberge. Der meist schmale talseitige Rand der Hochfläche um Neuler dagegen ist Teil der Haupteinheit 102, Östliches Albvorland. Beides sind Untereinheiten der Haupteinheitengruppe 10, Schwäbisches Keuper-Lias-Land.
Die offenen Teile des Talbodens ab dem Waldaustritt, ausgenommen den Espachweiher, den daran liegenden Weiler Espachweiler sowie den auf dessen Seite offenen Hang wie auch das unterste Tal bis etwa 350 Meter vor Schleifhäusle, bilden das 55 Hektar großen Landschaftsschutzgebiet Frankenbachtal (!). Der Grießweiher und eine Hangzone in einem südlichen Halbkreis um ihn, insgesamt 28 Hektar groß, bilden das Landschaftsschutzgebiet Grießweiher – Eichenhain bei Neuler.
Das einzige flächenhafte Naturdenkmal ist das 1,2 ha große Eichenwäldchen beim Grießweiher an der Südspitze des letztgenannten Landschaftsschutzgebietes. Daneben gibt es drei Einzelnaturdenkmale, nämlich eine Eiche an der Steigenstraße von Espachweiler hoch nach Neuler, die Dorflinde des Weilers selbst an der Südseite des Espachweiher-Dammes sowie eine Wellingtonie bei Vorderlengenberg auf der linken Randhöhe.